# S/2007 S 3
S/2007 S 3 là một vệ tinh tự nhiên của Sao Thổ. Phát hiện của nó được công bố bởi Scott S. Sheppard, David C. Jewitt, Jan Kleyna và Brian G. Marsden vào ngày 1 tháng 5 năm 2007 từ các quan sát được thực hiện trong khoảng thời gian từ 18 tháng 1 đến 19 tháng 4 năm 2007. S/2007 S 3 có đường kính khoảng 5 km và quay quanh Sao Thổ ở khoảng cách trung bình 20.518.500 km trong khoảng 1100 ngày, ở độ nghiêng 177,22° so với đường hoàng đạo, theo hướng ngược và có độ lệch tâm là 0.130.
Mặt trăng này đã không được nhìn thấy nữa kể từ khi phát hiện vào năm 2007 và hiện được coi là bị lạc.